# 道の駅青の国ふだい
道の駅青の国ふだい（みちのえき あおのくにふだい）は、岩手県下閉伊郡普代村にある村道駅前1号線の道の駅である。

## 概要
三陸鉄道リアス線の普代駅に併設する既存施設の村観光センターの一部や駐車場などを改修して活用される。

## 歴史
- 2021年（令和3年）
  - 3月30日 - 国土交通省より第54回登録において「道の駅青の国ふだい」として登録[1]。
  - 9月25日 - 開駅[注釈 1][2][3]。

## 施設
- 駐車場 44台[5]
  - 普通車：25台
  - 大型車：18台
  - 身障者用：1台
- トイレ 19器
  - 多目的トイレ：1器
- 休憩・情報発信施設
- 観光案内所
- ベビーコーナー
- 公衆電話
- 軽食コーナー（9:00 - 16:00）[5]
- 物販施設（9:00 - 17:00）[5]

## アクセス
- 村道駅前1号線 - 登録路線
  - 岩手県道44号岩泉平井賀普代線
  - E45 三陸沿岸道路（普代道路）普代IC
- 三陸鉄道リアス線　普代駅